# Grzegorz Dolniak
Grzegorz Maciej Dolniak (17. února 1960, Będzin, Polsko – 10. dubna 2010, Pečersk, Rusko) byl polský politik.

## Životopis
V roce 1979 absolvoval gymnázium, v roce 1984 Ekonomickou akademii v Katovicích jako specialista pro systémy řízení. V letech 1984 až 1991 působil v hospodářské sféře. Od roku 1991 podnikal. Do Sejmu byl zvolen v letech 2001, 2005 a 2007. Ve volbách v roce 2007 získal ve svém volebním obvodu největší počet hlasů (38 444). Byl místopředsedou poslaneckého klubu Občanské platformy a vedoucím volebního týmu strany pro volby do Evropského parlamentu v roce 2009.
Zemřel při leteckém neštěstí u ruského Smolensku 10. dubna 2010. Posmrtně obdržel Komandérský kříž Řádu Polonia Restituta (Krzyż Komandorski Orderu Odrodzenia Polski).